# Rhytidodera mutabilis
Rhytidodera mutabilis là một loài bọ cánh cứng trong họ Cerambycidae.